# Parque Ecológico Vila Pinho
Parque Municipal Vila Pinho, conhecido popularmente como Parque Ecológico Vila Pinho e Parque Carlos de Faria Tavares, é uma área protegida do município brasileiro de Belo Horizonte. Localizado na região do Barreiro, conta com 269.920 m² de área totalmente cercada.